# فرودگاه لاگو اگریو

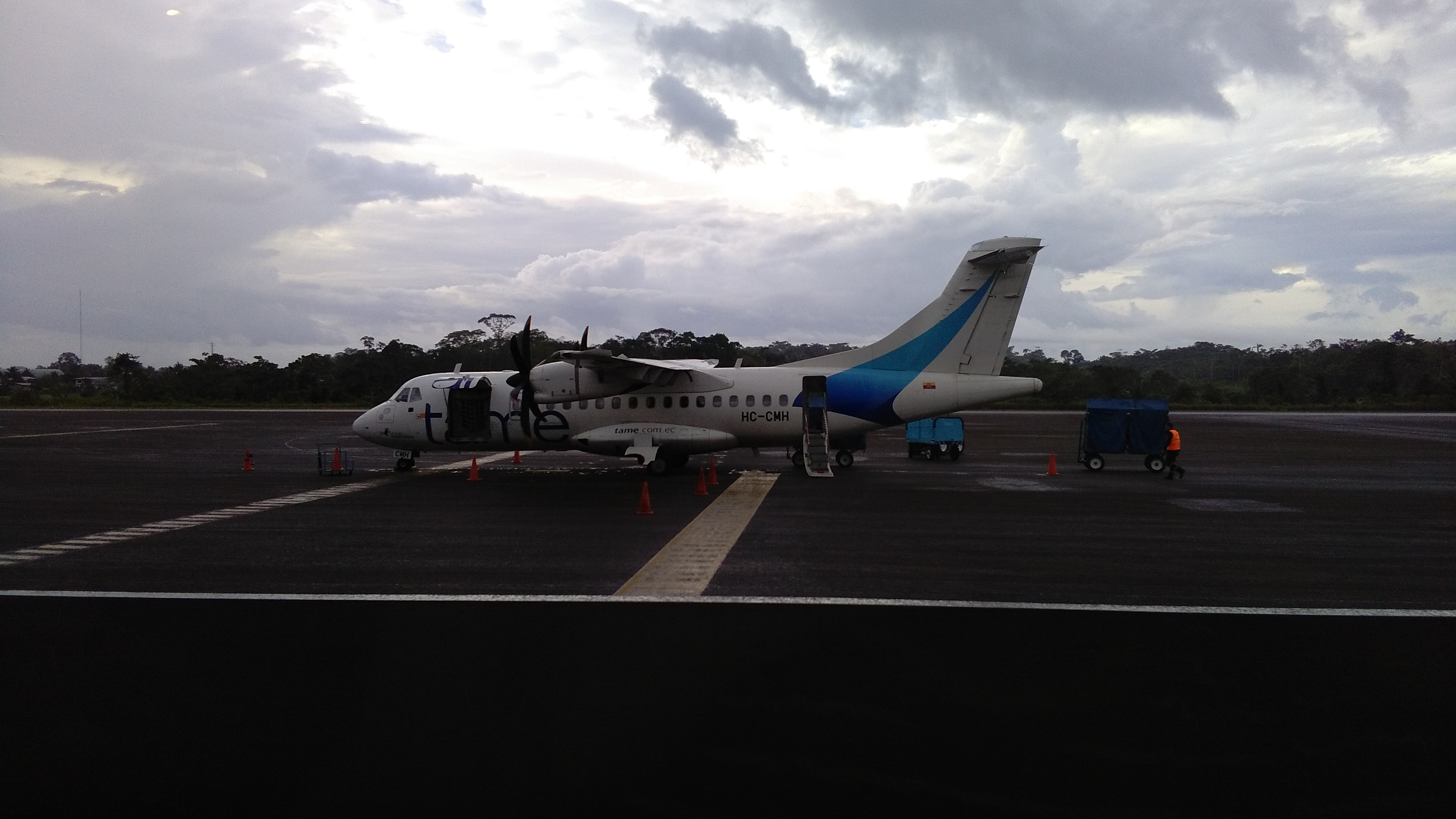
تصویری از یک هواپیما در باند فرودگاه

فرودگاه لاگو اگریو  (به انگلیسی: Lago Agrio Airport) (به زبان بومی: Aeropuerto de Lago Agrio) یک فرودگاه همگانی با کد یاتا LGQ است که یک باند فرود آسفالت دارد و طول باند آن ۲۳۰۷ متر است. این فرودگاه در شهر نیو لوخا کشور اکوادور قرار دارد و در ارتفاع ۲۹۹ متری از سطح دریا واقع شده است.